# Luuk de Ligt
Luuk de Ligt (Vlaardingen, 1963) è uno storico olandese, professore di storia antica all'Università di Leida.

## Biografia
Nel 1988 de Ligt si è laureato con lode con un master in latino e greco. Nel 1990 si è laureato all'Università di Cambridge in storia. Nel 1992 ha iniziato a insegnare diritto romano all'Università di Utrecht. Il suo dottorato è stato assegnato con lode nel 1993 all'Università di Amsterdam. In seguito, De Ligt è diventato professore associato di storia antica a Utrecht. Dal 2002 è professore di storia antica e di epigrafia greca e latina a Leida.

## Pubblicazioni
- Viva vox iuris Romani. Essays in honour of Johannes Emil Spruit, de Ligt L, de Ruiter J, et al. (eds.), Amsterdam, 2002;
- Roman Rule and Civic Life: Local and Regional Perspectives, Amsterdam 2004;
- Corpus Iuris Civilis. Tekst en Vertaling: Codex Iustinianus, 3 vols, Amsterdam, 2005-2011;
- People, Land and Politics. Demographic Developments and the Transformation of Roman Italy, 300 BC-AD 14, Leida, 2008;
- Peasants, Citizens and Soldiers. Studies in the Demographic History of Roman Italy 225 BC-AD 100, Cambridge 2012.